# Poecilochroa pugnax
Poecilochroa pugnax är en spindelart som först beskrevs av O. Pickard-Cambridge 1874.  Poecilochroa pugnax ingår i släktet Poecilochroa och familjen plattbuksspindlar. Inga underarter finns listade i Catalogue of Life.